# Smbat III Bagratouni
Smbat III Bagratouni (en arménien Սմբատ Գ Բագրատունի) est un noble arménien du Ve siècle de la famille des Bagratides.

## Biographie
Fils probable de Sahak Ier, Smbat III Bagratouni est un seigneur de Sper, comme son père, et un des ancêtres de la famille royale des Bagratides. Il est également le beau-frère du roi d'Arménie Valarchak, et succède à son père en tant que maître de cavalerie (aspet) et pose-couronne (thagadir) des rois d'Arménie Vram Châhpouh (392-414), Khosrov IV (414-415) et Châhpûhr (415-421), et probablement d'Artaxias IV (423-428). En 420, il est envoyé par Châhpûhr d'Arménie en Perse pour préparer la succession au trône de Perse (Châhpûhr d'Arménie est également le prince héritier de Perse).
Il est le père probable de Tiro'ç Ier (mort en 450), nakharar des Bagratouni.